# シチリアの反乱
シチリアの反乱（シチリアのはんらん、ラテン語: Bellum Siculum）は、シチリア島とその周辺にて発生した、第2回三頭政治下の共和政ローマに対する反乱である。紀元前44年から紀元前36年まで続いた。この反乱はセクストゥス・ポンペイウスが起こしたもので、三頭政治派の軍勢によって鎮圧された。

## 序章
セクナトゥスの父、グナエウス・ポンペイウスは長きにわたってユリウス・カエサルと敵対しており、紀元前49年から始まるカエサル・ポンペイウス内戦により両者の不満・憎悪は爆発した。内戦の結果、ポンペイウスは敗れ、亡命先のエジプトにて殺害され、内戦はカエサルの勝利で一旦終結した。しかし、暗殺されたポンペイウスの息子セクストゥスとその兄グナエウス・ポンペイウス・ミノルは共にカエサルに対して徹底的に抗戦した。しかしながら、セクストゥスの兄グナエウスはムンダの戦いで戦死。セクストゥスは生き残り、シチリア島に逃げ込んだ。
そんな中、紀元前44年3月15日、カエサルが暗殺された。カエサル亡き後、ローマは三頭政治によって運営されており、ローマの政治はレピドゥス・アントニウス・オクタヴィアヌスの3人に牛耳られていた。この3人はプロスクロプティオという政策を施行した。この措置は、ローマの敵とみなされた特定の個人をローマ法の保護の対象外に置き、制裁を加えるというもので、三頭政治の3人は、この処置でローマの国庫を潤すとともに彼らの政敵を排除せんと企んでいたのだった。この制裁によりセクストゥスは正式にローマの敵とみなされてしまい、戦わざるを得なくなった。

## 反乱初期

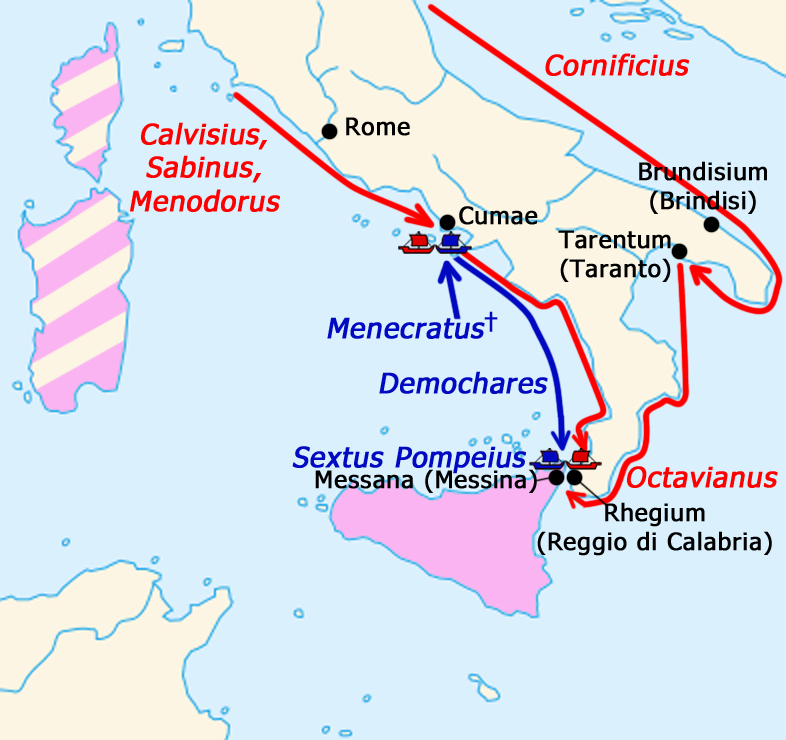
紀元前38年の戦闘図
セクストゥスの勢力範囲;↗ – オクタウィアヌス艦隊らの侵攻経路;
↗ – セクストゥス艦隊らの侵攻経路.

プロスクロプティオに自分の名前を見つけたセクストゥスは、かつて父親ポンペイウスが統治していた領土を再獲得しローマと戦い抜くことを決意し、ひとまず自身の拠点をシチリア島に置いた。そして、ティンダエやミュラエ、そしてシチリア属州の州都メッシーナなどといったシチリアの諸都市を征服した。シラクサなどといった他のシチリア諸都市はセクストゥスの反乱に加担し、彼の軍勢に加勢した。セクストゥス率いる反乱軍は、カエサルの死後急速に勢力を増し、並外れたローマ陸軍とローマ海軍の大艦隊を擁するまでになった。多くの奴隷や、セクストゥスの父ポンペイウスの戦友らが彼の元に集結し、独裁化されつつあるローマ共和政を三頭政治から守るために戦った。そしてパトリキのヴィラで奉仕していた数多くの奴隷たちも脱走してやって来た。それゆえにローマにおける重要な労働源である多くの奴隷が減少したことで、ローマ人は苦しみ、ウェスタの処女が奴隷たちの脱走が収まることを神に祈り出す始末であった。
セクストゥスはシチリア人の海兵隊を動員し、多くの有能な海軍司令官に艦隊を指揮させることでイタリアを海上封鎖して、北アフリカ・エジプトからローマ本土に向かおうとする船を殲滅させることに成功した。これにより、ローマに輸入される穀物などの供給が大幅に減少し、イタリア半島と他の地域との交易も途絶えた。この処置によりイタリア半島のローマ市民らは不満が高まり、ついに怒りが爆発、イタリアにて暴動が発生した。この状況を鑑みた三頭政治は、イタリア半島の海上封鎖を解く代わりに、セクストゥスをサルディーニャ島・コルシカ島・シチリア島の正式な統治者として認めることを取り決めた。セクストゥスはこの取り決めを受け入れ、イタリアの海上封鎖をやめ、ローマに穀物を送り届けた。そして逃亡中の奴隷の受け入れも中止した。この取り決めは両者が交渉した場所の地名に因んでミセヌム条約と呼ばれている。

## 大規模な戦闘
紀元前42年、三頭政治率いる軍勢は、かつてカエサルを暗殺したブルートゥスら率いる軍団をフィリッピの戦いで打ち破った。これにより東方での問題が解決したローマは、セクストゥスの軍勢に立ち向かう余裕ができた。そして一度は講和したものの、講和を破って三頭政治を率いる3人はセクストゥスに対して攻勢に出た。紀元前38年、オクタウィアヌスは自身の艦隊を率いてシチリア島に侵攻を試みたが、悪天候のため取り止めざるを得なかった。
オクタウィアヌスの右腕アグリッパはイタリア半島南部のルクリーノ湖を地中海とを水路で繋ぎ、新たな港を構築すると、その湖で海軍の訓練を行った。彼らは新たに艦隊を創設し、20000人もの解放奴隷を漕ぎ手として雇い入れた。この艦隊の軍船は、通常のものよりも非常に大きく設計されており、より多くの兵士を搭載することができた。この艦隊の建設と海軍の訓練は同時に取り進められた。それに加え、三頭の1人アントニウスは、自軍の艦隊約120隻をオクタウィアヌスに援軍として差し向けた。そして満を辞したローマ軍は、オクタウィアヌス率いる２つの艦隊がイタリア方面から、レピドゥス率いる艦隊がアフリカ方面から、それぞれシチリア島を目指して進軍し、セクストゥスが守るシチリア島を両側から攻撃し始めた。

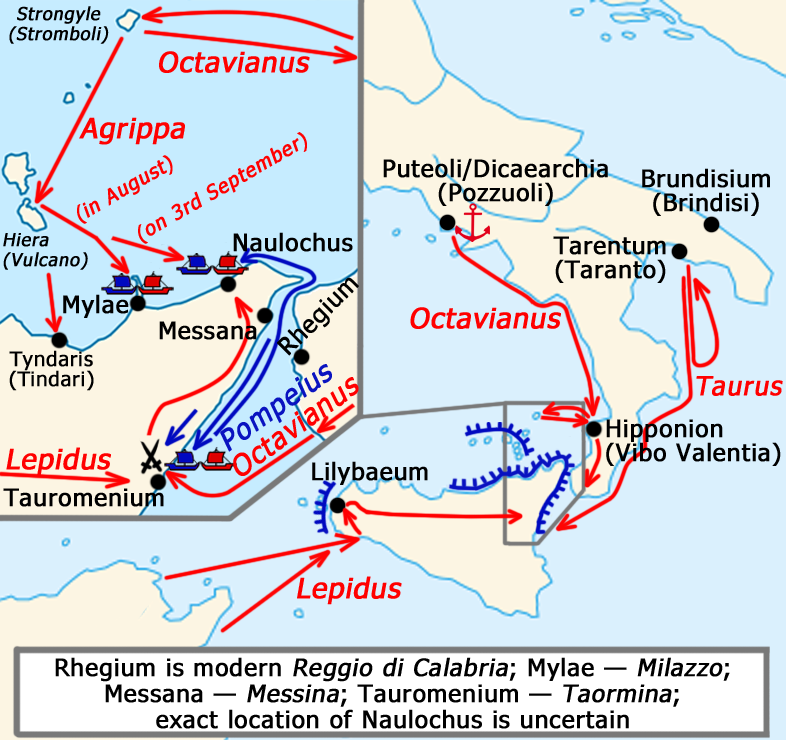
紀元前36年の遠征図
↗ – オクタウィアヌスとその配下の艦隊の進軍経路;
↗ – セクストゥスの海軍の進軍経路

同年8月、アグリッパ率いるオクタウィアヌス艦隊は遂に、ミュラエの海戦でセクストゥス海軍を打ち破ることに成功した。一方同月、オクタウィアヌス自身はタオルミーナ近辺で発生した戦闘で大敗し、自身も重傷を負った。
ナウロクス沖の海戦では、アグリッパ率いる艦隊とセクストゥス率いる艦隊が衝突した。両艦隊ともに飛び道具などを設置した300隻ほどの軍船を擁していたが、アグリッパの艦隊はharpaxと呼ばれる、鉤縄をカタパルトの要領で遠方に飛ばし船体に引っ掛けさせて手繰り寄せる武器や、コルウスと呼ばれる敵船に乗り込む際に用いられる装置を装着していた。アグリッパはこのような装置・武器を用いて、セクストゥスの艦隊を壊滅させた。戦闘は過酷なものとなり、セクストゥス艦隊は28隻が沈められ、17隻が逃亡、残りの軍船は炎上するか捕獲されるかしたという。対するアグリッパ艦隊は3隻が沈没しただけだった。
その後もローマ側とセクストゥス側の戦闘は続き、一連の戦争で200,000人もの兵士が殺され、1,000隻もの軍船が破壊されたという。しかしそれらの損害の大半はセクストゥス海軍・陸軍のものであった。そしてティンダリスやメッシーナ周辺は戦争で焦土と化した。

## その後
紀元前36年、シチリアでの反乱が鎮圧されると同時に、セクストゥスはシチリアから逃走し、ギリシアのミレトスに逃げ込んだという。彼はその地で捕縛され、裁判を受けることなく、マルクス・アントニウスの配下マルクス・ティティウスによって処刑されたという。ローマ市民にとって、法律による裁きを受けずに処刑されることは極めて異例なことであり、また違法でもあった。それゆえ、処刑後、セクストゥスは裁判を受ける権利を与えられたという。ちなみにこの違法行為は、後日、アントニウスとオクタウィアヌスとの仲が険悪なものとなったときに、オクタウィアヌスがアントニウスを糾弾するための口実として使われた。
また、戦後、オクタウィアヌスはレピドゥスに対して、反乱の企み・汚職疑惑を告発し、レピドゥスから最高神祇官以外の全ての官職を取り上げ、政界から追放した。レピドゥスの所領は全てオクタウィアヌスの手に移り、レピドゥスはサン・フェリーチェ・チルチェーオという片田舎の街に隠居した。そして紀元前13年、寿命により亡くなった。
シチリアに多く存在した農場は戦争により荒廃・放棄された。そしてその多くは、ローマ共和制の元でセクストゥス軍と戦った軍団兵たちに与えられた。このおかげで、シチリアの人口は回復し、かつてのようにイタリア半島に穀物を供給できるほどの農作量にまで回復した。
またこの戦争では、セクストゥス軍に参加した30,000人もの奴隷が捕らえられ、主人の元に送り返された。そして6,000人の奴隷は串刺しの刑に処されたという。

## 歴史的文献
- Appian: The Civil Wars. Book 5 (online copy)